# 1947 en Ontario
Chronologie de l'Ontario
- 1943
- 1944
- 1945
- 1946
- 1947
- 1948
- 1949
- 1950
- 1951

Cette page concerne des événements d'actualité qui se sont produits durant l'année 1947 dans la province canadienne de l'Ontario.

## Politique
- Premier ministre : George Drew (Parti progressiste-conservateur)
- Chef de l'Opposition: Farquhar Oliver (Parti libéral)
- Lieutenant-gouverneur: Ray Lawson (en)
- Législature: 22e (en)

## Événements
- 1er Match des étoiles de la Ligue nationale de hockey à Toronto.

### Juin
- 18 au 22 juin : congrès marial d'Ottawa.

### Juillet
- 22 juillet : Deux nouveaux réacteurs nucléaires sont connectés à l'installation de recherche de Chalk River.

## Naissances
- Russ Germain (en), animateur de la radio († 2 février 2009).
- 5 janvier : Royal Galipeau, député fédéral d'Ottawa—Orléans (2006-2015) († 27 janvier 2018).
- 11 février : Abby Hoffman, athlète.
- 1er mars : Alan Thicke, acteur, compositeur, producteur et scénariste († 13 décembre 2016).
- 19 avril : Louise Nolan, actrice franco-ontarienne.
- 4 mai : John Bosley (en), député fédéral de Don Valley-Ouest (1979-1993) et 31e président de la Chambre des communes du Canada.
- 25 mai : Doug Martindale (en), député provincial manitobain de Burrows (1990-2011).
- 28 mai : Lynn Johnston, auteure de bande dessinée et illustratrice.
- 19 juin : John Ralston Saul, écrivain.
- 18 juillet : Steve Mahoney (en), député provincial de Mississauga-Ouest (en) (1987-1995) et député fédéral de Mississauga-Ouest (1997-2003).
- 8 août : Ken Dryden, gardien de but de hockey sur glace et député fédéral de York-Centre (2004-2011).
- 30 août : Allan Rock, député fédéral d'Etobicoke-Centre (1993-2004).
- 24 septembre : R.H. Thomson, acteur.
- 27 décembre : Mickey Redmond, joueur de hockey sur glace.

## Décès
- 10 juin : Alexander Bethune (en), maire de Vancouver (1907-1908) (° 31 janvier 1852).
- 25 juin : William Donald Ross (en), 14e lieutenant-gouverneur de l'Ontario (° 20 juin 1869).
- 1er juillet : Clarence Lucas, compositeur (° 19 octobre 1866).
- 26 novembre : W. E. N. Sinclair, chef du Parti libéral de l'Ontario et chef de l'Opposition officielle de l'Ontario (° 28 juin 1873).
- 28 décembre : Leonard Percy de Wolfe Tilley, premier ministre du Nouveau-Brunswick (° 21 mai 1870).